# I Love My Radio
I Love My Radio è stato un evento radiofonico, andato in onda domenica 11 ottobre 2020 sulle emittenti radiofoniche italiane RTL 102.5, RDS, Radio Deejay, Radio Italia, Radio 105, Radio Kiss Kiss, Virgin Radio, Rai Radio 2, Radio 24, R101, Radio Subasio, m2o, Radio Capital, Radio Monte Carlo, Radiofreccia, Radionorba, Radio Zeta e Radio Bruno per celebrare i 45 anni delle radio private in Italia. La serata è stata presentata da Gerry Scotti con Elisa, Tiziano Ferro, Francesco Gabbani, J-Ax, Mahmood, Negramaro, Tommaso Paradiso e con la partecipazione di Amadeus, Ambra, Renzo Arbore, Carlo Conti, Fiorello e Linus.
Questo programma era abbinato a un concorso per individuare la canzone italiana più bella degli ultimi 45 anni. Il pubblico ha potuto votare una rosa di 45 canzoni (una per anno), votando sui siti delle radio o sul portale ilovemyradio.it ad essi collegato, dal 18 maggio fino al 31 luglio 2020. La canzone vincitrice è stata Albachiara di Vasco Rossi, davanti a A te di Jovanotti e La donna cannone di Francesco De Gregori.

## Lista delle canzoni in gara per anno
Le canzoni su cui si sono espressi gli ascoltatori e le direzioni artistiche delle radio sono state:
| Anno | Artista                          | Canzone                               | Posizione finale |
| ---- | -------------------------------- | ------------------------------------- | ---------------- |
| 1975 | Claudio Baglioni                 | Sabato pomeriggio                     | n.d.             |
| 1976 | Riccardo Cocciante               | Margherita                            | n.d.             |
| 1977 | Umberto Tozzi                    | Ti amo                                | n.d.             |
| 1978 | Lucio Battisti                   | Una donna per amico                   | n.d.             |
| 1979 | Vasco Rossi                      | Albachiara                            | 1                |
| 1980 | Gianni Togni                     | Luna                                  | n.d.             |
| 1981 | Franco Battiato                  | Centro di gravità permanente          | n.d.             |
| 1982 | Loredana Bertè                   | Non sono una signora                  | n.d.             |
| 1983 | Francesco De Gregori             | La donna cannone                      | 3                |
| 1984 | Antonello Venditti               | Notte prima degli esami               | n.d.             |
| 1985 | Eros Ramazzotti                  | Una storia importante                 | n.d.             |
| 1986 | Lucio Dalla                      | Caruso                                | n.d.             |
| 1987 | Zucchero                         | Senza una donna                       | n.d.             |
| 1988 | Massimo Ranieri                  | Perdere l'amore                       | n.d.             |
| 1989 | Raf                              | Ti pretendo                           | n.d.             |
| 1990 | Pooh                             | Uomini soli                           | n.d.             |
| 1991 | Pino Daniele                     | Quando                                | n.d.             |
| 1992 | Luca Carboni                     | Mare mare                             | n.d.             |
| 1993 | Laura Pausini                    | La solitudine                         | n.d.             |
| 1994 | 883                              | Come mai                              | n.d.             |
| 1995 | Luciano Ligabue                  | Certe notti                           | n.d.             |
| 1996 | Articolo 31                      | Domani                                | n.d.             |
| 1997 | Nek                              | Laura non c'è                         | n.d.             |
| 1998 | Biagio Antonacci                 | Quanto tempo e ancora                 | n.d.             |
| 1999 | Lùnapop                          | 50 Special                            | n.d.             |
| 2000 | Tiromancino                      | Due destini                           | n.d.             |
| 2001 | Elisa                            | Luce (tramonti a nord est)            | n.d.             |
| 2002 | Daniele Silvestri                | Salirò                                | n.d.             |
| 2003 | Giorgia                          | Gocce di memoria                      | n.d.             |
| 2004 | Tiziano Ferro                    | Sere nere                             | n.d.             |
| 2005 | Negramaro                        | Estate                                | n.d.             |
| 2006 | Gianna Nannini                   | Sei nell'anima                        | n.d.             |
| 2007 | Fabrizio Moro                    | Pensa                                 | n.d.             |
| 2008 | Jovanotti                        | A te                                  | 2                |
| 2009 | Malika Ayane                     | Come foglie                           | n.d.             |
| 2010 | Cesare Cremonini feat. Jovanotti | Mondo                                 | n.d.             |
| 2011 | Fabri Fibra                      | Tranne te                             | n.d.             |
| 2012 | Arisa                            | La notte                              | n.d.             |
| 2013 | Marco Mengoni                    | L'essenziale                          | n.d.             |
| 2014 | Fedez feat. Francesca Michielin  | Magnifico                             | n.d.             |
| 2015 | Baby K feat. Giusy Ferreri       | Roma-Bangkok                          | n.d.             |
| 2016 | Max Gazzè                        | Ti sembra normale                     | n.d.             |
| 2017 | Francesco Gabbani                | Occidentali's Karma                   | n.d.             |
| 2018 | Thegiornalisti                   | Questa nostra stupida canzone d'amore | n.d.             |
| 2019 | Mahmood                          | Soldi                                 | n.d.             |

### Cover
10 artisti tra i più passati dalle stazioni radio hanno scelto un brano a testa tra i 45 per realizzarne una cover in occasione del progetto:
- Elisa - Mare mare
- Marco Mengoni - Quando
- Gianna Nannini - La donna cannone
- Eros Ramazzotti - Una donna per amico
- Giorgia - Non sono una signora
- Negramaro - Sei nell'anima
- Biagio Antonacci - Centro di gravità permanente
- J-Ax - 50 special
- Jovanotti - Caruso
- Tiziano Ferro feat. Massimo Ranieri - Perdere l'amore